# Clossiana minor
Clossiana minor är en fjärilsart som beskrevs av Moritz Balthasar Borkhausen 1788. Clossiana minor ingår i släktet Clossiana och familjen praktfjärilar. Inga underarter finns listade i Catalogue of Life.